# 경상북도교육청과학원
경상북도교육청과학원(慶尙北道敎育廳科學院)은 지방교육자치에 관한 법률 제32조에 따라 초·중·고등학교 과학기술교육의 내실화를 위한 사업과 학생실험실습, 교원연수, 과학교육연구활동을 지원하고 경상북도민의 과학의 생활화에 기여하고자 경상북도교육청 산하에 설치된 소속기관이다.